# Сьюдад-Мадеро
Сьюдад-Мадеро (исп. Ciudad Madero) — город в Мексике, штат Тамаулипас, входит в состав одноимённого муниципалитета и является его административным центром. Численность населения, по данным переписи 2010 года, составила 197 216 человек.
Город расположен на побережье Мексиканского залива. Он входит в метрополитенский район Тампико.

## История
Поселение было основано в 1807 году и названо Пасо-де-Донья-Сесилия (исп. Paso de Doña Cecilia) — в честь основательницы Сесилии Вильяреаль. 1 мая 1924 года оно было переименовано в Вилья-Сесилия (исп. Villa Cecilia).
В 1930 году поселение получило статус города и было переименовано в честь революционера и президента Мексики Франсиско Мадеро.